# Focke-Achgelis

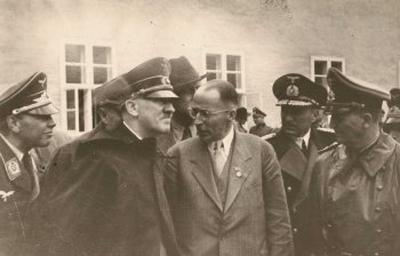
Henrich Focke (rechts) mit Hitler (links)

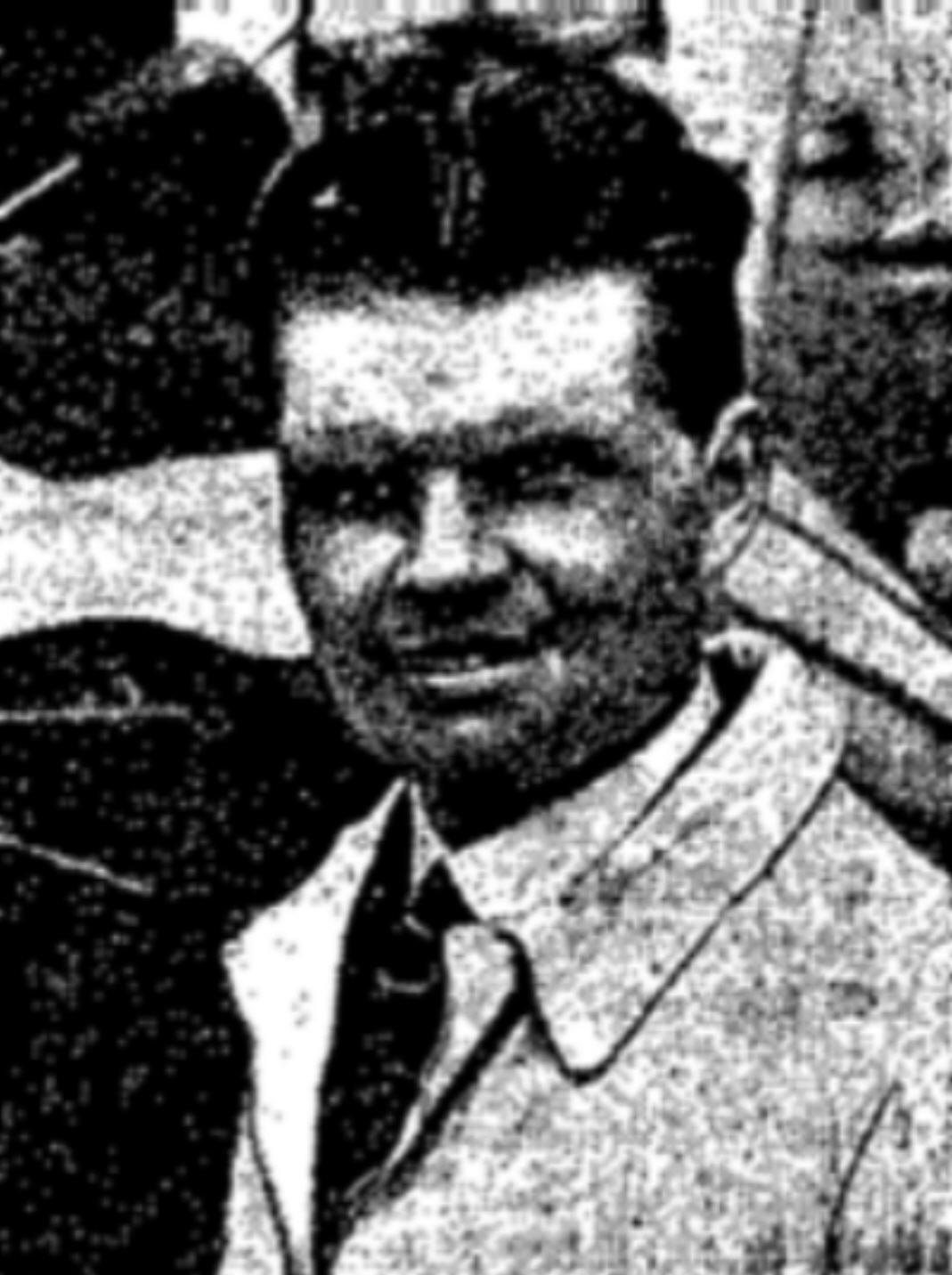
Gerd Achgelis, 1933

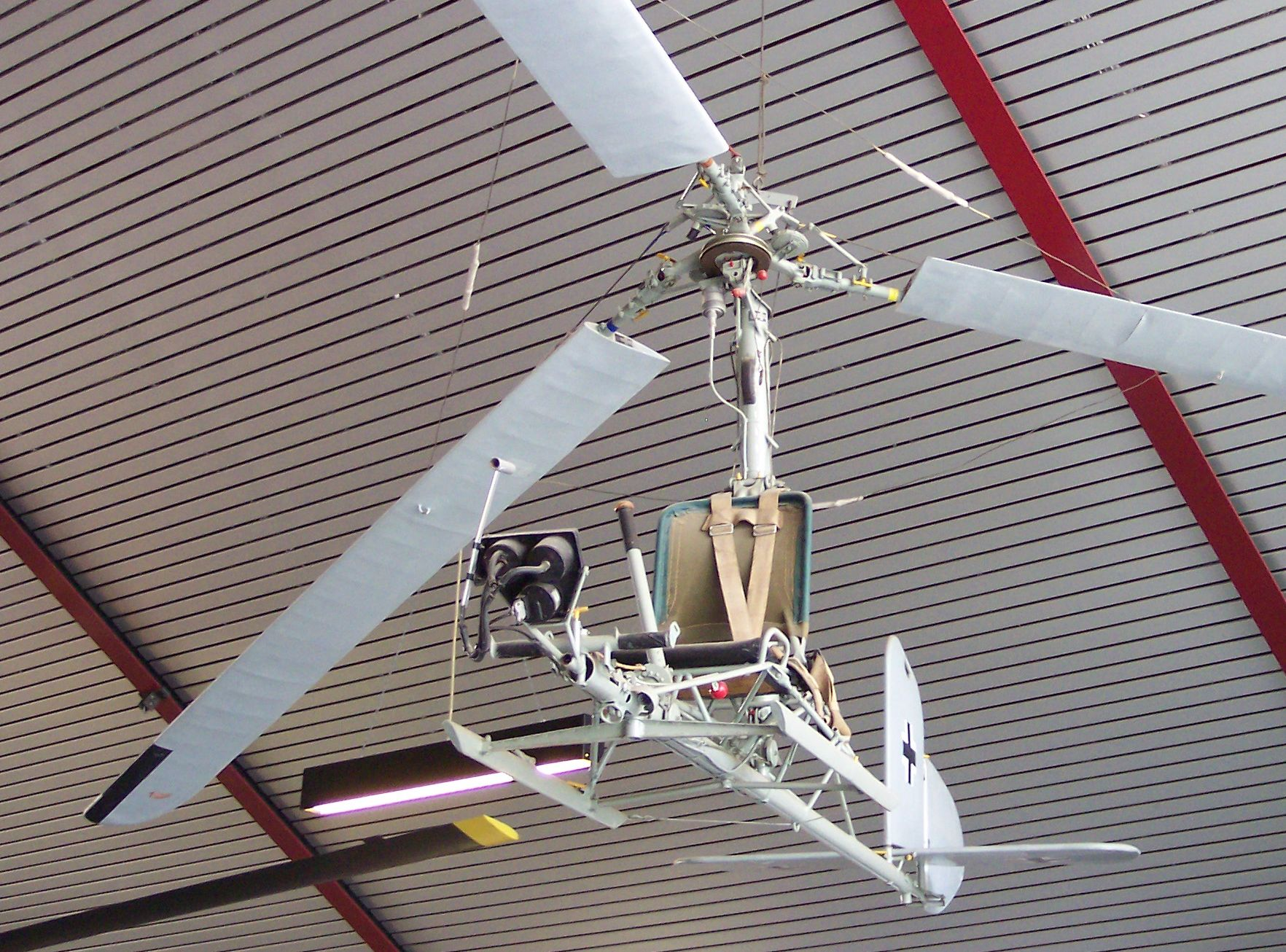
Vom Tragschrauber Fa 330 „Bachstelze“ wurden insgesamt ca. 200 Stück produziert.

Die Focke, Achgelis & Co GmbH, kurz Focke-Achgelis, war ein Hubschrauberhersteller der Rüstungsindustrie in Hoykenkamp (heute Ganderkesee) bei Delmenhorst.

## Geschichte
Am 27. April 1937 gründete Henrich Focke gemeinsam mit dem Deutschen Meister im Kunstflug, Gerd Achgelis, das Unternehmen in Hoykenkamp nahe Bremen. Hier fand er in einer alten Eisengießerei und einer ehemaligen Margarinefabrik geeignete Produktionsstätten. Aufgabe der Firma sollte die Weiterentwicklung des Hubschraubers Fw 61 sein. In erster Linie ging es um die Entwicklung und Erprobung von Prototypen, für die dann Baulizenzen vergeben werden konnten. Zum Unternehmen gehörten ein Motorenwerk in Varel und eine Fertigung in Berlin-Spandau bei den Brandenburgischen Motorenwerken (Bramo, ab 1939 BMW-Flugmotorenwerke Brandenburg) sowie später ein Zweigwerk in Laupheim bei Ulm. In Hoykenkamp und auf dem Fliegerhorst Delmenhorst wurde die Fw 61 getestet, die zu einer Art „fliegendem Laboratorium“ umgebaut wurde.
Im August 1939 verließ ein neuer Hubschrauber das Werk, der Prototyp der Fa 223. Anfang 1942 war dieser Transporthubschrauber serienreif; bis Kriegsende stellte der Firmenverbund Focke-Achgelis in den Werken Delmenhorst, Berlin und Laupheim davon 20 Exemplare her. Bei Kriegsausbruch 1939 hatte der Firmenverbund zehn Maschinen vom Typ Fa 224 „Libelle“ im Bau. Sie sollten u. a. für die Hubschrauberschulung eingesetzt werden. Nach Kriegsbeginn wurden die Arbeiten eingestellt und die Teile 1940 verschrottet. Ebenfalls im Jahre 1939 konstruierte und baute die Firma Focke-Achgelis drei Muster der Fa 266 „Hornisse“, für deren Zivilversion sich die Lufthansa interessierte. Auch dieses Programm wurde schließlich gestoppt und die drei Maschinen wurden verschrottet. Dagegen brachte der U-Boot-Krieg im Atlantik und im Indischen Ozean neue Absatzmöglichkeiten. Im Auftrag des Reichsluftfahrtministeriums (RLM) konstruierte und baute Focke-Achgelis ab Anfang 1942 den Tragschrauber Fa 330 „Bachstelze“ für den Einsatz auf U-Booten.
Nachdem das Werk Hoykenkamp am 4. Juli 1942 durch einen Bombenangriff weitgehend zerstört worden war, verlagerte Focke-Achgelis die Hubschrauberentwicklung und -montage nach Laupheim und Ochsenhausen, wo die Produktion ab Januar 1943 anlaufen konnte. Die Serienfertigung der Fa 330 „Bachstelze“ verblieb ab Frühjahr 1943 gleichwohl im Werk in Delmenhorst, weil die Tragschrauber so leicht waren, dass sie bei Fliegeralarm in den Keller getragen werden konnten. Von diesem Typ stellte das Werk über 100 Maschinen her. Infolge einer Prioritätenverschiebung zugunsten der Me 163 musste Focke-Achgelis Arbeitsstätten und Personal dem Messerschmitt-Entwicklungsteam überlassen. Auch Reparaturen und die Produktion von Ersatzteilen für die auf dem Fliegerhorst Zwischenahn bei Rostrup stationierten Me 163 wurden hier ausgeführt.
Der Weser-Flugzeugbau übernahm im Frühjahr 1944 auf RLM-Weisung Focke-Achgelis, die zu der Zeit 419 Arbeiter beschäftigten.

## Flugzeugproduktion bei Focke-Achgelis
Als Lizenzbau fertigte Focke-Achgelis auch Fw 190, Fw 200 und den Sturzkampfbomber Ju 87. Das Hauptgeschäft blieb jedoch die Entwicklung und der Bau von Hubschraubern.

## Produktionsliste
| Bezeichnung | Name       | Verwendung            | Stückzahl                                    |
| ----------- | ---------- | --------------------- | -------------------------------------------- |
| Fa 61       |            | Versuchshubschrauber  | 2                                            |
| Fa 223      | Drachen    | Hubschrauber          | 40                                           |
| Fa 224      | Libelle    | Hubschrauber          | Der Bau von 10 Exemplaren wurde abgebrochen. |
| Fa 225      |            | Versuchstragschrauber | 1                                            |
| Fa 266      | Hornisse   | ziviler Hubschrauber  | 3                                            |
| Fa 269      |            | Holzattrappe          | –                                            |
| Fa 283      |            | Projekt               | –                                            |
| Fa 284      |            | Prototyp              | 1                                            |
| Fa 330      | Bachstelze | Tragschrauber         | zirka 200                                    |
| Fa 336      |            | Prototyp              | 1                                            |